# Minamoto no Yoshitsune

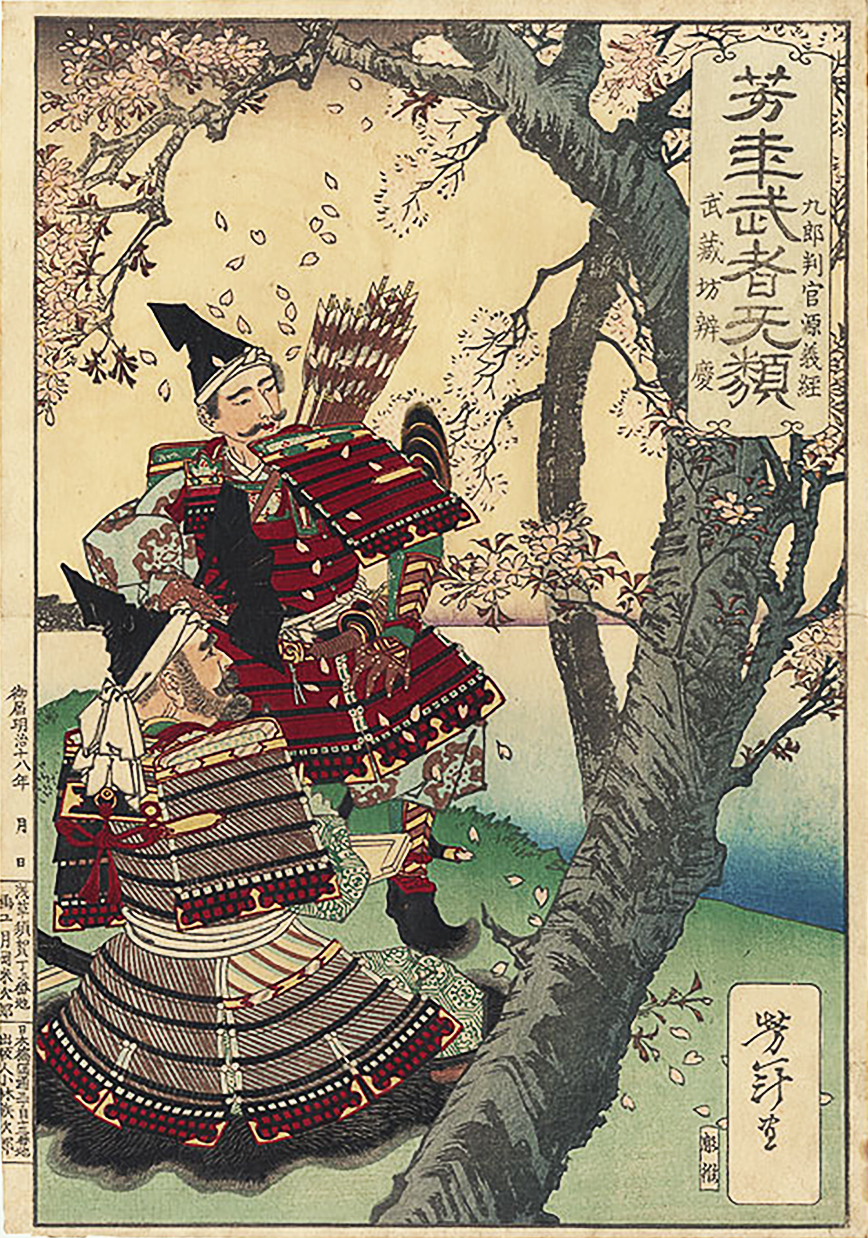
"Yoshitsune và Benkei ngắm hoa anh đào nở", của Yoshitoshi Tsukioka

Minamoto no Yoshitsune (tiếng Nhật: 源 義経, Nguyên Nghĩa Kinh hay còn gọi là Nguyên Cửu Lang Nghĩa Kinh, chữ Tsune có nghĩa là "Kinh" trong từ "Kinh Phật" và ông này là con thứ chín nên gọi là Cửu Lang) (1159 – 15 tháng 6 năm 1189) là một viên tướng của gia tộc Minamoto, Nhật Bản vào cuối thời Heian, đầu thời Kamakura. Yoshitsune là con trai thứ 9 của Minamoto no Yoshitomo. Anh trai của Yoshitsune Minamoto no Yoritomo (con trai thứ ba của Yoshitomo) là người sáng lập ra Mạc phủ Kamakura. Tên thuở nhỏ của Yoshitsune là Ushiwakamaru (牛若丸 - Ngưu Nhược Hoàn).

## Tiểu sử
Yoshitsune sinh ra trong thời loạn Heiji năm 1159 trong đó cha và người anh cả của ông bị giết. Ông được tha mạng và được săn sóc dưới mái đền Kurama (An Mã Tư) với pháp danh là Giá Na Vương (Shanaō), nép mình trong dãy núi Hiei gần kinh đô Kyoto, trong khi Yoritomo bị lưu đày đến tỉnh Izu. Cuối cùng, Yoshitsune được Fujiwara no Hidehira, người đứng đầu gia tộc Bắc Fujiwara hùng mạnh ở Hiraizumi, tỉnh Mutsu bảo vệ.
Năm 1180, Yoshitsune biết được việc Yoritomo, giờ là tộc trưởng gia tộc Minamoto, khởi binh theo yêu cầu của Hoàng tử Mochihito đánh lại gia tộc Taira chiếm đoạt quyền lực Thiên hoàng. Yoshitsune ngay lập tức gia nhập cùng Yoritomo, cùng với Minamoto no Noriyori, tất cả những người anh em đều chưa từng gặp mặt, trong ba trận giao tranh cuối cùng giữa hai gia tộc samurai thù địch Minamoto và Taira, còn được biết đến với cái tên Chiến tranh Genpei.
Yoshitsune đánh bại và giết người anh em họ thù địch Minamoto no Yoshinaka trong trận Awazu ở tỉnh Ōmi vào tháng đầu tiên của năm 1184, và tháng sau đó đánh bại nhà Taira trong Trận Ichi-no-Tani, ngày nay ở Kobe. Năm 1185, Yoshitsune lại một lần nữa đánh bại nhà Taira trong trận Yashima ở Shikoku và tiêu diệt họ trong Trận Dan-no-Ura, ngày nay ở tỉnh Yamaguchi.
Sau chiến tranh Genpei, Yoshitsune về phe Pháp hoàng Go-Shirakawa chống lại Yoritomo. Lại một lần nữa chạy đến tìm sự bảo trợ của Fujiwara no Hidehira ở tỉnh Mutsu, Yoshitsune bị phản bội, bị đánh bại trong trận Koromogawa, và bị con trai của Hidehira là Fujiwara no Yasuhira buộc phải mổ bụng tự sát seppuku bằng thanh Tantou(Đoản đao) Imanotsurugi cùng với vợ và con gái. Yoshitsune được thờ tại đền Shinto Shirahata Jinja ở Fujisawa.
Yoshitsune đã từ lâu là một nhân vật được ưa thích trong văn chương và nghệ thuật Nhật Bản, nhờ việc ông là nhân vật chính của phần thứ ba trong tác phẩm văn học cổ điển Nhật Bản Heike Monogatari (Truyện kể Heike). Thuật ngữ Nhật Bản "thương cảm cho người hùng bi kịch", hangan-biiki, xuất phát từ tước vị của Yoshitsune, hangan, mà ông được triều đình ban tặng.

## Truyền thông đương thời
Một số thuyết khá thú vị đồng nhất Yoshitsune với nhà Chinh phục nổi tiếng của Mông Cổ là Thành Cát Tư Hãn. Các thuyết này cho rằng ông không tự vẫn mà đào thoát sang Đại lục, lưu lạc đến thảo nguyên Mông Cổ và thống nhất các bộ lạc du mục. Tên Thành Cát Tư Hãn, tiếng Mông Cổ là Genghis Khan bắt nguồn từ tên chữ Hán của Yoshitsune: viết là 源 義経, đọc là Gen Gi Kei. Thuyết này có lẽ bắt nguồn từ đồng âm trong tên của hai người, tuổi tác tương đương nhau và khả năng quân sự kiệt xuất, đặc biệt sở trường tác chiến kỵ binh của cả hai.

## Nghệ thuật truyền thống
Cùng với Truyện kể Heike và Sử ký Yoshitsune (Gikeiki), liên quan đến các sự kiện về Yoshitsune sau thất bại của nhà Heike, rất nhiều tác phẩm văn chương và kịch nghệ lấy đề tài về ông, và tất cả tạo sekai ("thế giới") của Yoshitsune, một định nghĩa gần với khái niệm phương Tây của hợp tuyển văn chương.
Bao gồm:
- Yoshitsune Shin Takadachi (jōruri)
- Yoshitsune Senbon Zakura (jōruri và kabuki)
- Kanjinchō (kabuki)